# Onze-Lieve-Vrouw van Blankendellekerk

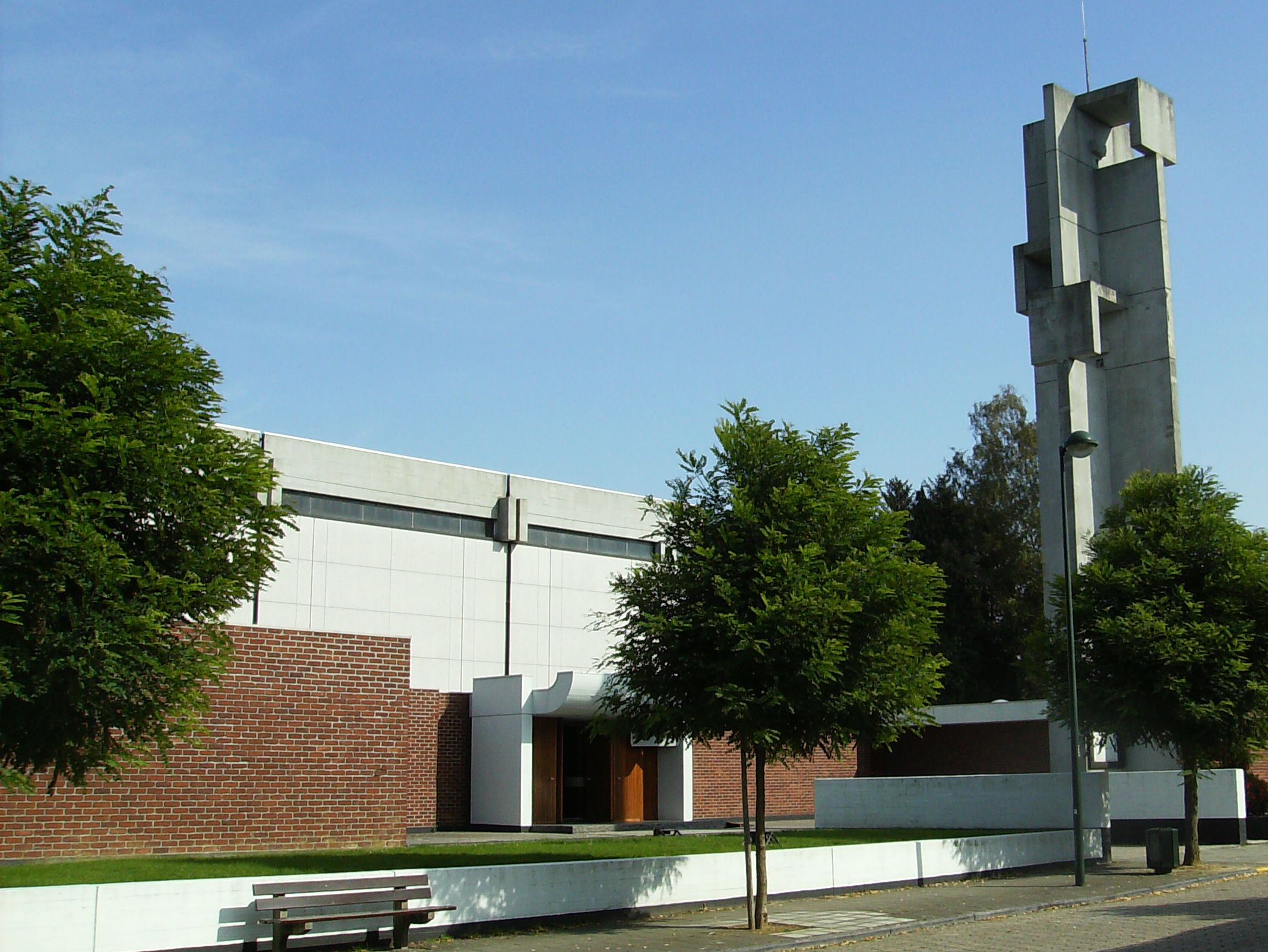
Onze-Lieve-Vrouw van Blankendellekerk

De Onze-Lieve-Vrouw van Blankendellekerk (Frans: Église Notre-Dame du Blankendelle) is een kerkgebouw in de Belgische gemeente Oudergem in het Brussels Hoofdstedelijk Gewest. De kerk staat aan de Heldenlaan 32 in het zuiden van de gemeente.

## Geschiedenis
In 1968 werd de kerk gebouwd naar het ontwerp van de architecten Albert Debaeke en Pierre Pinsard.
In 1970 werd de kerk ingewijd.

## Gebouw
Het kerkgebouw werd opgetrokken in beton en ruw baksteen en dat is zichtbaar gebleven bij de afwerking van de kerk. Het gebouw is opgetrokken op een rechthoekig plattegrond met aan weerszijden een verlenging van het gebouw zodat er een U-vorm verkregen werd. Aan de straat staat een losstaande klokkentoren die in beton opgetrokken is. Het gebouw kenmerkt zich door een gebrek aan veel uiterlijk vertoon en luxe, maar in de plaats daarvan hebben de architecten veel aandacht gehad voor de lichtinval in de kerk. Zo zorgt een vierkante lichtschacht voor duidelijke lichtval op het altaar.